# Antonio León Ortega
António León Ortega (Ayamonte, 7 de Dezembro de 1907 – Huelva, 9 de Janeiro de 1991) foi um escultor da Espanha. Estudou e formou-se em Madrid e criou um estilo próprio na imaginária andaluza do século XX.

## Biografia
António León Ortega nasceu a 7 de Dezembro de 1907 em Ayamonte, província de Huelva. Desde adolescente, quase em menino, manifestou uma grande inquietude e faculdades inatas para a escultura. Realizou as suas primeiras obras de maneira autodidacta. Anos mais tarde, quando as apresentou a Mariano Benlliure, este elogiou-as como próprias de um escultor bem formado.
Formou-se em Madrid entre os anos 1927 e 1934. Cursou os estudos de escultura e de Professor de desenho na Escola de Belas Artes de San Fernando, hoje denominada Real Academia de Belas-Artes de São Fernando. Entre os seus mestres encontravam-se Mariano Benlliure, José Capuz, Manuel Benedito e Juan Adsuara com quem trabalhou durante uma etapa.
Além disso, durante estes anos bebe das fontes da imaginária de Castela que estudou em Valladolid onde teve como referência preferente a Gregorio Fernández.
Desde o ano de 1938 trabalhou em Huelva na sua primeira oficina na rua San Cristóbal que partilhou com o pintor Pedro Gómez e que, além de ser escola informal de artistas, se transformou num ateneu das Artes e das Humanidades da cidade de Huelva daquela altura, e que foi frequentado por quase todos os artistas que moravam ou passavam por Huelva, e também por poetas, médicos, escritores e jornalistas. Esta oficina foi conhecida por eles com o nome de "Academia de San Cristóbal".
Ao longo destes anos estudou a imaginária sevilhana sobre todo e mais nomeadamente com outro grande referente como foi Martínez Montañés.
No ano de 1964 mudou-se para uma nova oficina na rua Médico Luis Buendía até o ano de 1985 em que uma doença virá apartá-lo de toda actividade.
Durante 50 anos de duro trabalho realizou mais de 400 obras de pequeno e de grande formato em madeira, barro, pedra, bronze e noutros materiais.
A obra religiosa foi elaborada com bosquejo prévio em barro e esculpida em madeira de forma directa com goiva e maço à maneira tradicional da imaginária espanhola que tinha aprendido com José Capuz e com Juan Adsuara na sua etapa madrilenha.
Realizou uma grande parte das imagens de Semana Santa de Huelva e Ayamonte e de inúmeras aldeias das províncias de Huelva e de Badajoz, e além disso, há obras religiosas e civis da sua autoria em Sevilha, Cádiz, Málaga, Cáceres, Salamanca, Pontevedra, Madrid, Bélgica, Estados Unidos, etc. Existem também muitas obras de pequeno formato que pertencem a coleccionistas privados de Espanha e de América.
Na sua época Madrilenha realizou um tipo de escultura modernista própria dos anos vinte; por exemplo, o "Retrato de Luna" que está no museu Manuel Benedito e o "Retrato de Trinidad Navarro" em Ayamonte, entre outros.
A obra de León Ortega representa uma das esculturas mais sérias, rigorosas e pessoais do século XX espanhol, criando um estilo próprio facilmente distinguível.
Foi escultor antes que imaginário e conseguiu as suas melhores obras nos "grupos escultóricos" (o "Descendimiento de Huelva" é a sua obra cume, na qual conseguiu aunar a força expressiva de Alonso Berruguete com a doçura e delicadeza andaluza do seu próprio estilo), e nos crucificados ("Cristo de la Sangre de los estudiantes" é de uma elegância e beleza singular na imaginária espanhola). Realizou também grande quantidade de Virgens; não gostou das imagens de castiçal e preferia a talha completa com rostos cheios de dor contida, sendo neste sentido o seu principal exponente a "Virgem del Amor" de Huelva.
Destacam também de maneira muito especial na sua produção as seguintes obras: o "Yacente", o "Cristo del Perdón", o "Ángel de la Oración", o "Cristo de la Borriquita", o "Jesús de las três caídas", o "Cristo de la Victoria", o "Cristo de la Concepción", o "San Cristobal", a "Virgem de las Angustias" e a "Virgen de los Angeles" em Huelva; a "Pasión", o "Yacente de las Angustias", o "Cautivo", o "Cristo de las aguas" e a "Virgen de la Paz" en Ayamonte; o "Nazareno de Beas e o "Nazareno" de Moguer.
Em simultâneo com a escultura desenvolveu um grande labor como pedagogo na oficina dele, no Seminário Diocesano e no embrião daquilo que hoje é a Escola de Arte León Ortega dando aulas de desenho e de modelado.
Como escultor dedicou-se preferentemente à imaginária não só porque era uma especialidade muito atractiva para ele, mas também porque se sentiu fortemente motivado pelas suas íntimas e fortes convicções religiosas misturadas com uma inquietude social que o situam na área do cristianismo mais comprometido.
As suas primeiras obras religiosas tinham um sabor barroco, mas depois criou um estilo muito pessoal que não foi outro que a depuração de um classicismo virado para formas cada vez mais simples no traço e na ornamentação e fugiu propositadamente do barroquismo, à procura de uma fusão das imaginárias de Castela e de Andaluzia; isto para ele significa atingir a essência da escultura com o mínimo material expressivo possível.
No último lustro – trabalhou até quase com oitenta anos - a sua produção perdeu parte da sua potência escultórica característica e realizou esculturas de menor tamanho que exigem um menor esforço físico. A última realizada foi o busto de Madame Cazenave, obra de grande mestria, depurada e sutil.
Foi um virtuoso do modelado e da escultura em madeira e as suas imagens caracterizam-se pela sua força, beleza e doçura.
Faleceu na manhã do dia 9 de Março de 1991 na casa dele em Huelva e foi velado na Escola de Arte de León Ortega.

## Obra

### Obra pública
- Beato San José Ramírez,1955, Ayamonte.
- Platero,1963, Casa Museo Zenobia y Juan Ramón Jiménez. Moguer.

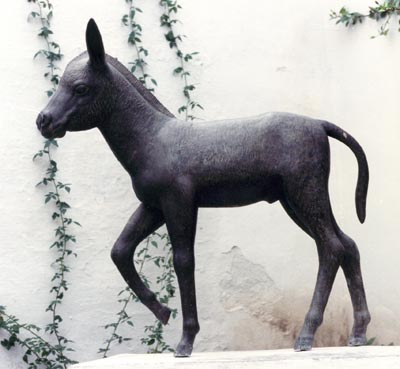
Platero. Museo J.R. Jiménez. Moguer.

- Monumento al pintor Pedro Gómez,1963, El Conquero, Huelva.
- Monumento al Obispo P. Cantero Cuadrado,1964. Seminario Diocesano, Huelva.
- Alonso Sánchez|Monumento a Alonso Sánchez,1970, Parque Alonso Sánchez, Huelva.
- Monumentos a Fray Juan Pérez y a Fray Antonio de Marchena,1970, Mosteiro de La Rábida, Entorno do mosteiro, Palos de la Frontera.
- Monumento Virgen de la Cinta,1977, Hdad. de la Cinta, Santuario de Nuestra Señora de La Cinta, Jardines, Huelva.
- Monumento a Martín Alonso Pinzón,1978, Baiona. Pontevedra.
- Imágenes de la Fachada de la Catedral de la Merced: Virgen de la Merced, San Leandro, San Walabonso, San Vicente y Santa María,1978, Catedral de La Merced de Huelva.
- Monumento a Sor Ángela de la Cruz,1984, Plaza de Isabel la Católica (Plaza Niña), Huelva.
- Monumento a Madame Cazenave,1985, Plaza de Madame Cazenave, Huelva.

### Obra religiosa e privada

#### Espanha

##### Huelva
Aljaraque

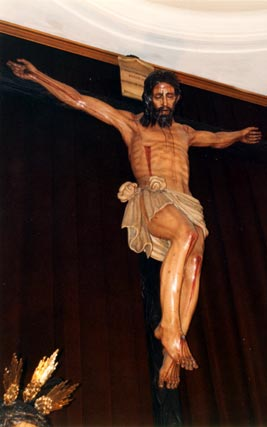
Cristo del Perdón (Huelva)

- Nazareno,1940, Aljaraque. Parroquia de Ntra. Sra. de los Remedios.
- San Sebastián,1944, Aljaraque. Parroquia de Ntra. Sra. de los Remedios.
- Ntra. Sra. de los Remedios,1951, Aljaraque. Parroquia de Ntra. Sra. de los Remedios.
- Santa Bárbara,1958, Corrales. Parroquia.
- Santa María Reina del Mundo,1958, Corrales. Parroquia.
- Cautivo,1959, Corrales. Parroquia.
- Virgen de los Milagros,1980, Bellavista. Iglesia.

Almonaster la Real
- Cristo del Amor,1948, Parroquia de San Martín.
- Cristo,1961, Ayuntamiento, Capilla del Cementerio.

Alosno
- Cristo atado a la columna,1944, Capilla.
- Evangelistas,1944, Parroquia.

Aracena
- Cristo de la Sangre atado,1943, Hermandad de la Vera-Cruz, Iglesia Prioral del Castillo.[1]
- San Antonio Abad,1943, Madres Carmelitas, Iglesia de Sta. Catalina.
- Sayones (dos),1945, Hermandad de la Vera-Cruz, Iglesia Prioral del Castillo.
- Virgen del Carmen,1967, Madres Carmelitas, Iglesia de Sta. Catalina.

Ayamonte
- Retrato de Andrea Valdés,1928, Privado.
- Retrato de Miguel Valdés,1928, Privado.
- Retrato de Alberto Vélez y Sra..,1931, Privado.
- Retrato de Trinidad Navarro,1931, Privado.

- Venus desnuda,1931, Privado.

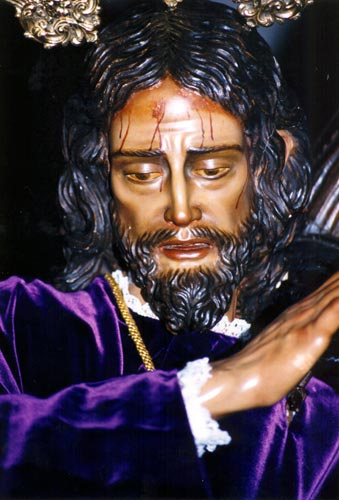
Pasión de Ayamonte.

- Retrato de Margarita Moreno,1932, Privado.
- San Francisco,1937, Hnas. de la Cruz. Convento Hermanas de la Cruz.
- Cristo Yacente,1938, Hdad. de la Vera-Cruz, Iglesia de San Francisco.
- Cristo de la Vera-Cruz -1940, Hdad. de la Vera-Cruz, Iglesia de San Francisco.[2]
- Jesús de la Pasión -1941, Hdad. de Pasión, Iglesia de las Angustias.[3]
- Virgen de la Paz,1944, Hdad. de Pasión, Iglesia de las Angustias.
- San Antonio,1945, Iglesia de las Angustias.
- Cristo yacente,1946, Hdad. del Santo Entierro, Iglesia de las Angustias.
- Cristo de las Aguas,1957, Hdad. de la Lanzada, Iglesia de San Francisco.[4]
- Jesús orando y Ángel,1968, Hdad. de la Oración en el Huerto, Iglesia de El Salvador.
- Virgen del Buen Fin,1970, Hdad. de la Lanzada, Iglesia de San Francisco.
- Virgen del Rosario,1972, Hdad. de Jesús Cautivo, Iglesia de la Merced.[5]
- Cautivo,1973, Hdad. de Jesús Cautivo, Iglesia de la Merced.
- Caballo,1973, Hdad. de la Lanzada, Iglesia de San Francisco.
- Longinos,1973, Hdad. de la Lanzada, Iglesia de San Francisco.
- Cristo de los Cuatro Clavos,1975, Privado.
- Sor Ángela de la Cruz,1984, Iglesia de las Angustias.

Beas
- Jesús de la Amargura, Nazareno -1943, Hdad. del Nazareno, Ermita Virgen de los Clarines.[6]
- Simón Cirineo,1943, Hdad. del Nazareno, Ermita Virgen de los Clarines.
- Jesús Cautivo,1947, Capilla del Sagrario.
- Resucitado,1967, Parroquia.
- "Cristo Crucificado",1981, Candón, Iglesia de San José.

Cartaya
- Virgen del Rosario,1939, Parroquia de San Pedro Apóstol.
- San Sebastián,1942, Ayuntamiento, Parroquia.
- Virgen de la Amargura,1951, Hdad. de la Vera Cruz, Parroquia de San Pedro.
- Stmo. Cristo de la Vera Cruz,1954, Hdad. de la Vera Cruz, Iglesia Parroquial de San Pedro.
- Virgen de las Mercedes,1967.

Corteconcepción
- Virgen de los Dolores,1958, Parroquia.

El Campillo
- Crucificado,1967, Iglesia parroquial.

El Cerro de Andévalo
- Calvario en el Retablo,1953, Parroquia de Ntra. Sra. de Gracia.
- Virgen del Andévalo,1953, Parroquia Ntra. Sra. de Gracia.

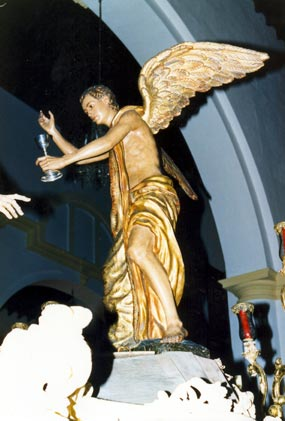
Ángel de la Oración en el Huerto (Huelva)

- Virgen de Albricias,1958, Parroquia de Ntra. Sra. de Gracia.
- Nazareno,1969, Hermandad Sacramental, Parroquia de Ntra. Sra. de Gracia.
- Sor Ángela de la Cruz,1984, Plaza Sor Ángela.

Galaroza
- Cristo del Murtiga,1951, Iglesia Ntra. Sra. del Carmen.

Gibraleón
- Virgen de la Soledad,1947, Capilla Ntra. Sra. del Carmen.
- Virgen del Perpetuo Socorro,1968, El Judío. Capilla de Ntra. Sra. del Perpetuo Socorro.
- Cristo,1978, Iglesia, El Judío. Capilla de Ntra. Sra. del Perpetuo Socorro.

Huelva
- Primeras Obras del Campo,1924, Fundación Escultor León Ortega.
- Virgen de la Victoria,1940, Hdad. de la Victoria, Paradero desconocido.
- Jesús de la Humildad, Herodes y Sayones,1942, Hdad. de la Victoria, Iglesia del Sagrado Corazón.
- Ntra., Sra. de la Paz,1943, Hdad. del Stmo. Cristo de la Victoria, Iglesia de San Sebastián.
- Ángel, Oración en el Huerto -1943, Hermandad Oración en el Huerto, Iglesia de la Concepción.[7]
- Cristo Yacente,1943, Hdad. de Ntra. Sra. de las Angustias, Ermita de la Soledad.
- Virgen de la Soledad,1944, Hdad. de la Soledad, Ermita de la Soledad.
- Ntro. P. Jesús de las Penas en sus Tres Caídas -1945, Hdad. de las Tres Caídas, Iglesia del Sagrado Corazón.[8]
- Verónica,1945, Hdad. de las Tres Caídas, Iglesia del Sagrado Corazón.
- Cristo de la Victoria y 3 Sayones -1945, Hdad. del Stmo. Cristo de la Victoria, Iglesia de San Sebastián.[9]
- Cristo del Perdón,1946, Parroquia, Iglesia del Sagrado Corazón.
- Cristo en su Entrada Triunfal,1946, Hdad. de la Entrada Triunfal "de la Borriquita", Iglesia de San Pedro.
- Niño con Palma,1946, Hdad. de la Entrada Triunfal "de la Borriquita", Iglesia de San Pedro.
- Cristo del Amor,1949, Hdad. Santa Cena, Iglesia del Sagrado Corazón.
- Virgen de los Ángeles,1949, Hdad. de la Entrada Triunfal "de la Borriquita", Iglesia de San Pedro.
- María Stma. del Amor,1949, Hdad. de las Tres Caídas, Iglesia del Sagrado Corazón.
- Cristo de la Sangre -1950, Hermandad de los Estudiantes, Iglesia de San Sebastián.[10]

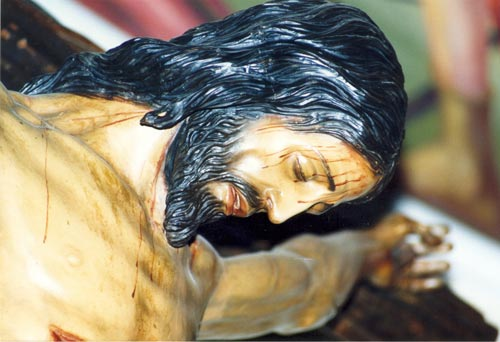
Cristo de la Sangre de Huelva.

- San Juan Evangelista,1951, Hdad. de la Victoria, Iglesia del Sagrado Corazón.
- Virgen de la Resignación en sus Dolores,1952, Hdad. del Descendimiento, Iglesia de San Pedro.
- Grupo del Descendimiento: Cristo, Virgen, Magdalena, San Juan, José de Arimatea y Nicodemo,1952 - 1953, Hdad. del Descendimiento, Iglesia de San Pedro.[11]
- Ntra. Sra. del Rosario,1954, Hdad. Sagrada Cena, Iglesia del Sagrado Corazón.
- Virgen del Valle,1956, Hermandad de los Estudiantes, Iglesia de San Sebastián.
- Ntra. Sra. de Montemayor,1956, Ilustre Hdad. Filial de Ntra. Sra. de Montemayor, Iglesia del Sagrado Corazón, Capilla Hermandad Tres Caídas.
- San Cristóbal,1956, Iglesia de los Dolores.[12]
- Virgen del Rocío,1958, Parroquia, Iglesia de Nuestra Señora del Rocío.
- Virgen de las Angustias -1958, Hdad. de Ntra. Sra. de las Angustias, Ermita de la Soledad.[13]
- San Juan de Dios,1959, Obispado, Catedral de la Merced.
- Virgen de Gracia,1960, Seminario, Capilla del Seminario Menor.
- Relieve Virgen del Rocío,1961, Hdad. de las Tres Caídas, Casa Hermandad Tres Caídas.
- San Juan Bautista,1963, Capilla Bautismal, Iglesia de la Concepción.[14]
- Virgen de la Amargura,1967, Hermanas de la Cruz, Convento de las Hermanas de la Cruz.
- Cristo,1967, Capilla Escuela Náutica Pesquera.
- Corazón de Jesús,1967, Parroquia, Iglesia de San Pedro.
- Virgen de los Milagros,1967, Diputación de Huelva.
- Beato Mtro. Juan de Ávila,1967, Seminario Diocesano.
- Cristo de la Iglesia de la Concepción,1968, Ermita de la Soledad.
- Cristo,1968, Hospital, Capilla Hospital Vázquez Díaz.
- Virgen del Carmen,1968, Hospital, Capilla Hospital Vázquez Díaz.
- Cristo,1972, Hermanas de la Cruz, Convento de las Hermanas de la Cruz.
- Corazón de Jesús,1972, Hermanas de la Cruz, Convento de las Hermanas de la Cruz.
- Santa María Madre de la Iglesia,1973, Parroquia, Iglesia de Santa María Madre de la Iglesia.
- Jesús del Calvario[15] , 1973, Hdad. del Calvario, Capilla de Jesús del Calvario.
- Jesús Cautivo,[16] 1974, Parroquia del Rocío, Iglesia de Nuestra Señora del Rocío.
- Cristo de la Fe,1975, Hdad. de la Fe, Iglesia de Santa María Madre de la Iglesia.
- Cristo,1975, Hnas. Nazarenas, Capilla Hermanas Misioneras de Nazaret.
- Virgen con Niño (Stma. Virgen de Nazaret),1975, Hnas Nazarenas, Capilla Hermanas Misioneras de Nazaret.
- Cristo Crucificado,[17] 1975, Parroquia, Iglesia de Nuestra Señora del Rocío.
- Cristo,1977, Capilla de la Ciudad de los Niños.
- Cristo Crucificado,[18]1979, Parroquia, Iglesia Parroquial de San Juan de Ávila.
- Virgen del Amparo,1983, Residencia de Pensionistas La Orden.
- Cirineo,1983, Hdad. del Cristo de la Flagelación, Iglesia del Gran Poder.
- Jesús Cautivo,1985, Hermandad del Cautivo, Capilla de la Misericordia.
- Busto M. Cazenave,1985, Fundación Escultor León Ortega.

Isla Cristina
- Nazareno,1941, La Redondela. Iglesia Parroquial.

La Nava
- Cristo de los Caminantes o las Virtudes,1967, Ermita del Cristo de las Virtudes.

Lepe

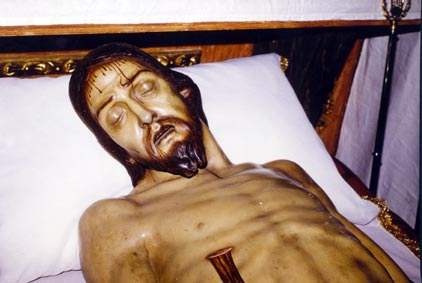
Yacente (Huelva)

- San Francisco Javier,1954, Parroquia, Parroquia de Sto. Domingo.
- Virgen del Carmen,1954, Parroquia, Capilla del Carmen.
- Virgen de la Paz,1966, Hdad. de la Borriquita, Capilla del Cristo del Mar.
- Cautivo,1980, Capilla del Cristo del Mar.
- Grupo de la Borriquita,1980, Capilla del Cristo del Mar.
- Cristo,1969, Parroquia de Ntra. Sra. del Carmen. La Antilla.
- Virgen del Carmen,1969, Parroquia de Ntra. Sra. del Carmen. La Antilla.

Lucena del Puerto
- Virgen del Rocío,1942, Hdad. del Rocío, Parroquia de San Vicente Mártir.
- Virgen de Consolación en sus Dolores,1948, Hdad. del Señor del Gran Poder y Ntra. Sra. de Consolación, Parroquia de San Vicente Mártir.
- Jesús del Gran Poder,1948, Hdad. del Señor del Gran Poder y Ntra. Sra. de Consolación, Parroquia de San Vicente Mártir.
- Virgen de la Luz,1956, Hacienda de la Luz, Oratorio.

La Zarza
- Cristo del Perdón,1947, Parroquia de Santa Bárbara.
- Santa _Bárbara,1950, Congregación Mariana, Parroquia de Santa Bárbara.
- Virgen de la Amargura,1956, Parroquia de Santa Bárbara.
- San Agustín (Retablo),1956, Parroquia de Santa Bárbara.
- San Francisco Javier,1956, Parroquia de Santa Bárbara.

Minas de Riotinto
- Cristo,1947, Parroquia de Santa Bárbara.
- Inmaculada,1951, Parroquia de Santa Bárbara.

Moguer
- Jesús Nazareno -1938, Hdad. Ntro. Padre Jesús Nazareno, Ermita de San Sebastián.[19]
- San Juan Evangelista,1940, Hdad. del Nazareno, Ermita de San Sebastián.
- Virgen de los Dolores ó Ntra. Sra. de Engracia,1944, Hdad. Ntro. Padre Jesús Nazareno, Ermita de San Sebastián.
- Cirineo,1947, Hdad. Ntro. Padre Jesús Nazareno, Ermita de San Sebastián.
- Cristo de la Paz Eterna, (yacente),1962, Cofradía de Nazarenos de Stimo. Cristo de la Misericordia, Ermita de San Sebastián.
- San Francisco de Asís,1963, Iglesia de San Francisco.
- Cristo del Amor y Ángel de la Oración en el Huerto,1975, Cofradía de Jóvenes Nazarenos de Stimo. Cristo del Amor en la Oración en el Huerto, Ermita de San Sebastián.

Nerva
- Virgen Dolorosa,1967, Parroquia.

 Niebla

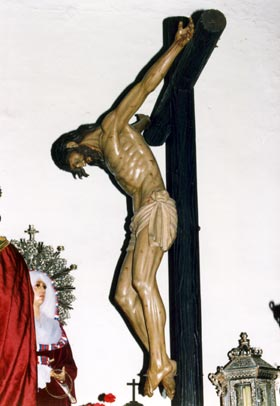
Cristo de las Aguas (Ayamonte)

- Inmaculada,1963, Parroquia de Ntra. Sra. de la Granada.
- San Bernabé,1967.

Palos de la Frontera
- Cristo del Mayor Dolor, (crucificado),1962, Monastério de La Rábida.
- Santa María de la Rábida,[20] Virgen de los Milagros, versión de León de la original del siglo XIV -1966, Mosteiro de La Rábida.[21]
- San Jorge,1976, Parroquia de San Jorge Mártir.

Puebla de Guzmán
- Santa Lucía,1953, Parroquia Sta. Cruz Nazareno.
- Jesús Nazareno,[22]1967, Parroquia Sta. Cruz Nazareno.

Sanlúcar de Guadiana
- Virgen de la Rábida -1938, Parroquia de Ntra. Sra. de las Flores.[23]

Santa Bárbara de Casa
- Santa Bárbara,1967.

Tharsis
- Cristo,1958, Parroquia de Santa Bárbara.
- Inmaculada,1958, Parroquia de Santa Bárbara.
- Dolorosa,1967.

Trigueros
- San Antonio Abad,1979, Hdad. del Rocío de Trigueros, Capilla Hdad. del Rocío.

Villablanca
- Cristo del Amor,1977, Parroquia de San Sebastián.

Villanueva de los Castillejos
- Inmaculada,1950, Iglesia de la Inmaculada Concepción.

Villarrasa
- San Isidro1967.

##### Outras Províncias
Badajoz
Bodonal de la Sierra
- Cristo de las Siete Palabras,1971, Parroquia de San Blas.

Jerez de los Caballeros
- Cristo y Ángel en la Oración en el Huerto,1956, Cofradía del Señor orando y Ntra. Sra. del Rosario, Iglesia Parroquial de San Miguel Arcángel.
- Grupo del Descendimiento: Cristo, Virgen, San Juan’’, José de Arimatea y Nicodemo,1957, Cofradía de Ntro. Padre Jesús Nazareno, Iglesia de Santa María.
- Virgen de la Encarnación,1966, Cofradía de Ntro. Padre Jesús Nazareno, Iglesia de Santa María de la Encarnación.
- Corazón de Jesús,1967, Torre del Reloj. Destruido.
- Cristo Crucificado,1969, Hermanas de la Cruz, Convento Hermanas de la Cruz.
- Virgen de la Salud,1970, Hermanas de la Cruz, Convento Hermanas de la Cruz.

Puebla de Sancho Pérez
- Cristo atado a la columna (Jesús Yacente),1966, Hdad. de Ntro. Padre Jesús Nazareno, Parroquia.
- María Stima. del Mayor Dolor,1968, Hdad. de Ntro. Padre Jesús Nazareno, Parroquia.
- Jesús orando en el huerto,1971, Hdad. de la Oración en el Huerto, Parroquia.

Cáceres
- Cristo,1955, Misioneros de la Preciosa Sangre de Cristo, Casa del Sol.

Madrid
- Retrato de Luna,1930, Museo Estudio de Manuel Benedito.
- Virgen del Aire,[24] 1967, Parroquia de Cuatro Vientos.
- Cristo,1967, Parroquia de Cuatro Vientos.

Málaga
Vélez-Málaga

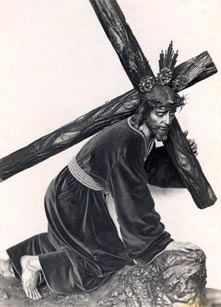
Jesús de las Tres Caídas (Huelva) en el taller de San Cristóbal, 1945.

- San Antonio,1967. Corazón de Jesús.

Salamanca
Ciudad Rodrigo
- San José,1962, Seminario Diocesano, Seminario (Iglesia, Altar Lateral).
- Corazón de Jesús,1962, Obispado de Ciudad Rodrigo, Parroquia del Sagrario.

La Fuente de San Esteban
- San Esteban,1961, Parroquia (Retablo Central).
- Corazón de Jesús,1963, Parroquia (Retablo Central).
- Corazón de María,1963, Parroquia (Retablo Central).

Salamanca
- Santa María de la Rábida, Virgen de los Milagros, versión Original de León de la original del siglo XIV -1965, Privado.

Sancti Spiritus
Cristo,1962, Parroquia.
Sevilha
La Puebla de Cazalla
- Virgen de las Virtudes -1953, Iglesia de Nuestra Señora de las Virtudes..[25]

Sevilla
- Retrato de José Vázquez -1936, Estudio de José Vázquez.[26]
- Cristo,1967, Hermanas de la Cruz, Casa Convento de la Beata Ángela de la Cruz.

Villanueva del Río y Minas
- Virgen de la Salud,1967, Hnas. de la Cruz, Capilla Hnas. de la Cruz.[27]

Tenerife
- Virgen de la Cinta,1965, Parroquia de San Agustín. La Laguna.[28]

#### Bélgica
Bruxelas
- Cristo,1965, Privado.

#### EUA
Stamford (Connecticut)
- San Maximiliano,[29] 1978, Holy Name Church.